# Matrícula dupla
Em educação, a matrícula dupla (MD) envolve estudantes que estejam matriculados em duas instituições distintas, academicamente relacionadas.   Geralmente, refere-se a estudantes do ensino médio fazendo cursos universitários.   Menos comumente, pode referir-se a qualquer pessoa que participe de dois programas relacionados.

## Exemplos
Alunos matriculados no ensino secundário pode estar duplamente matriculados em uma instituição local de ensino superior, bem assim em uma faculdade comunitária ou universidade.   Se os alunos passam em suas aulas da faculdade, eles recebem crédito que pode ser utilizado na obtenção do seu diploma do ensino médio e em direção a um diploma ou certificado da faculdade. Muitos governos estaduais dentro dos Estados Unidos reconheceram o benefício da dupla inscrição e, consequentemente, instruíram suas universidades públicas no sentido de encetarem parceria com escolas locais.   Algumas universidades privadas também participam.
A matrícula dupla pode ser vantajosa para os alunos, na medida em que lhes permite obter uma vantagem inicial em suas carreiras de faculdade.   Em alguns casos, o estudante pode até ser capaz de obter um grau de Associate of Arts ou equivalente um pouco antes ou após a sua formatura do ensino médio (um diploma em um associate degree é equivalente aos dois primeiros dos quatro anos de um curso comum de graduação).   Além disso, a participação na matrícula dupla pode facilitar a transição da escola para a faculdade, dando aos alunos uma noção de como são os acadêmicos universitários. Além disso, a participação na matrícula dupla pode facilitar a transição da escola para a faculdade, dando aos alunos uma noção de como são os acadêmicos universitários .   Além disso, matrícula dupla pode ser uma forma de custo eficiente para estudantes que queiram acumular créditos para a faculdade porque os cursos são muitas vezes pagos e tirados através da escola secundária local.
Há um número de modelos diferentes para programas de inscrição dupla, um dos quais é a inscrição simultânea.A matrícula concomitante gera horas de créditos ganhos quando um estudante do ensino médio está tomando um curso universitário, tanto para o ensino médio quanto para a faculdade; durante o dia, o ensino médio é ministrado, no campus do ensino médio, por um instrutor de ensino médio qualificado.   Um dos primeiros programas de atuais de incrição dupla foi na Syracuse University Project Advance. No the George Washington Início de Programa da Faculdade (GWECP-AA), os estudantes da Escola Sem Paredes ensino médio estão matriculados na Universidade George Washington, e tirar um curso completo-carga da universidade, juntamente com outros estudantes de graduação. Esses cursos uiversitários são usados para preencher os requerimentos dos estudantes do colegial para o sistema de escolas públicas do DC.

## Crítica
Os críticos da matrícula dupla expressaram a preocupação de que os estudantes de ensino médio que estejam inadequadamente preparados para cursos de nível universitário podem ser impedidos de prosseguir na educação de nível superior, como resultado de sua participação na dupla inscrição.   Além disso, as escolas de ensino médio podem achar difícil garantir que seus professores estejam devidamente qualificados para ensinar cursos universitários.   Além disso, alguns conteúdos do curso universitário podem não ser considerados apropriados para estudantes do ensino médio, serem alterados, e portanto não refletirem o currículo completo como pretendido ou requerido.   O debate continua, com especialistas em políticas educacionais observando como as coortes DE se apresentam após a formatura do ensino médio, em termos de conclusão do grau e as taxas de persistência, especialmente estudantes minoritários.

## Na faculdade
As faculdades podem criar parcerias que permitam que seus alunos façam cursos em todas as universidades membros.   Estas ligas, como as Cinco Faculdades (Massachusetts), as Sete Irmãs (nordeste), ou as Cinco Faculdades de Ohio, permitem que os alunos se beneficiem do conhecimento coletivo de todas as universidades e os impede de duplicar a oferta de cursos desnecessários em cada instituição.   A maioria das universidades tem algum grau de coordenação de inscrição dupla interdepartamental.   Muitos estudantes de matrícula dupla têm uma carga horária pesada, mas, por sua vez, têm a oportunidade de se formar mais cedo.